# Xenanthura ulawa
Xenanthura ulawa är en kräftdjursart som beskrevs av Gary C.B. Poore och Lew Ton 1988. Xenanthura ulawa ingår i släktet Xenanthura och familjen Hyssuridae. Inga underarter finns listade i Catalogue of Life.